# Asir al-Sarat
Asir al-Sarat fou el nom donat a la part nord de la regió d'Asir, moderna Aràbia Saudita.
El nom derivava de la confederació tribal al-Sarat establert a la zona, amb centre a Abha. Aquest nom fou utilitzat a partir del segle xix, i anteriorment la regió era coneguda com el Mikhlaf o Mikhlaf al-Sulaymani.